# シャドウハーツ
『シャドウハーツ』（SHADOW HEARTS）はサクノスが開発し、2001年6月28日にアルゼから発売されたPlayStation 2用ゲームソフト。

## 概要
シャドウハーツシリーズの第一作目。サクノスが開発したPlayStation用ゲームソフト『クーデルカ』の15年後の世界を描く。『クーデルカ』の美術監督であった板倉松三（町田松三）がディレクターおよびシナリオを手掛けており、『ファイナルファンタジー』と『ドラゴンクエスト』に続きながらどちらのタイプにも属さない「第三のRPG」を目指して開発された。
舞台は1913年〜1914年の中華民国及びヨーロッパ各地で、マルガリータ・G・ツェル、ロジャー・ベーコン、川島芳子など、実在の人物がモデルとなっているキャラクターも登場するが、史実通りではなくストーリーに合わせて脚色されている。
キャッチフレーズは「運命の輪「ジャッジメントリング」が回る時、闇に葬られたもうひとつの歴史が動き出す。」。
テーマは「希望」。『クーデルカ』同様にH.P.ラヴクラフト作品などのモチーフとする他、作品のテーマには『デビルマン』の影響を受けており、主人公自身も負の力を用いて戦ったり、時には敵側の思想が正しくも思えるような、単純な「善vs悪」の二項対立ではない構成となっている。ハードな世界観で描かれるシリアスな物語ではあるが、「ずっとシリアスなストーリーだけだと、遊んでいる人も救いがなくなる」という理由により独特のお笑い要素も盛り込まれており、「愛と涙とお笑いのRPG」とも表される。
開発は前作にあたる『クーデルカ』に続いてサクノスだが、『クーデルカ』の原作者の菊田裕樹は既に退社しており、本作には関与していない。音楽は弘田佳孝（メイン）と光田康典（ゲスト参加）、キャラクターデザインは加藤美也子が担当した。板倉による脚本、弘田による音楽、加藤によるデザインはサクノスの過去作『ファーゼライ!』と同様である。
廉価版には『シャドウハーツII』の予告映像を収録したおまけディスクが追加されている。
続編として、1915年のヨーロッパ各地及び大日本帝国が舞台の『シャドウハーツII』、メインキャラクターを一新し1929年のアメリカ大陸を描く『シャドウハーツ・フロム・ザ・ニューワールド』がある。

## ストーリー

### プロローグ
1913年、フランスのルアンにてイギリス人神父が殺される猟奇事件が発生。同行していたとされる被害者の娘・アリスも行方不明となっていた。
1ヶ月後、アリスは中華民国で日本軍に捕まり、長春から大連に向かう蒸気機関車に乗せられていた。そこに一人の英国紳士が現れ、使い魔に日本兵を惨殺させながらアリスに近付いていく。ロジャー・ベーコンと名乗った紳士はアリスを連れ去ろうとするが、そこに悪魔への変身能力を持つ青年・ウルが現れ、ベーコンの使い魔を容易く殺しては立ち塞がる。ウルはベーコンと常識を超えた戦いを繰り広げるが、やがてその強大な力に追い込まれる。しかし気絶しているアリスから突如として強い光が放たれ、その隙にウルはベーコンに拳を見舞い、アリスを抱えて列車から飛び降りた。
やがて目覚めたアリスはウルの粗暴な態度に戸惑いつつも、彼と行動を共にする事になる。ウルはモンスターに変身する「フュージョン」の能力を持つ「ハーモニクサー」であり、子供の頃に両親を失って以来、頭に響く「謎の声」に導かれて怪物と戦いながら旅をしていた。そして今回も、その声に従ってアリスを守りに来たのだった。

### 亜細亜編
一夜の宿を求めて朝陽村に立ち寄ったウルとアリスだが、そこは人を喰らう妖怪の村であった。二人は邪を払うべく訪れた陰陽師の朱震と出会い、一時共闘して禍の根源である閻羅王を倒す。その後、奉天で休息を取っていた二人は某国の工作員・マルガリータの破壊工作に巻き込まれてしまい、成り行きで彼女と行動を共にすることに。その途中、ベーコン以外にも徳壊なる人物がアリスを狙っていることが判明。一行はマルガリータが日本軍から拝借したボロ飛行機で飛び立つも、大連に墜落。そこで小さな漁村を騒がせていた悪霊騒動に遭遇し、アリスが呪いに掛かってしまうが再会した朱震の協力で救出に成功する。朱震は徳壊の弟弟子であり、徳壊の目的はアリスに秘められた力を利用して「鬼門御霊会」を行い、日本を沈没させることだと語る。15年前も徳壊は同じ事を目論んだが、ある男が命を賭して阻止したという。一行は逃げ続けるよりも戦う道を選び、上海を目指すことに。怪しい二人の運び屋に船を手配してもらい、上海に向かうが、運び屋の正体は大日本帝国軍の川島よし子中佐と加藤政二軍曹であった。
海ババの犠牲を経て上海に着いた一行だが、そこで朱震は実は15年前に鬼門御霊会を阻止したのはウルの父親の日向甚八郎であったと明かす。戸惑いつつも真実を受け入れたウルは改めて鬼門御霊会阻止を決意し、一行は朱震の師匠である西法師がいる武漢西園九宮寺に向かう。徳壊は鬼門御霊会の障害となる四方神を排除しており、残る白虎の絵馬がそこにあるという。西法師の試練を乗り越えた一行だったが、その為に僅かに弱まった結界を破って徳壊が侵入。一同を叩きのめしてアリスと絵馬を奪い去ってしまう。西法師の犠牲で復活したウル一行は川島率いる部隊に助けられるが、日本軍も上海を狙っている事に変わりはなく、相入れず立ち去る。しかし川島もウル一行と行動するうちに彼らに共感を抱くようになっており、その独走から帝都の内偵官に命を狙われていたところをウル一行に助けられる。結果として彼女らの協力を得る形となって徳壊の根城・傀骸塔へと乗り込んだ一行は徳壊と対決するが、アリスの精気を抜き取った徳壊はとうとう鬼門御霊会を実行に移す。衰弱したアリスだったが、「謎の声」に助けられて回復。一行は徳壊を追い詰めるも、徳壊の真の目的は「裏鬼門御霊会」という神降ろしの儀式で古神「天凱凰」を召喚することだった。
徳壊は倒したものの、現れたベーコンが裏鬼門御霊会を完成させてしまい、天凱凰が降臨する。ウルは天凱凰と融合してでも止めようとするが、逆にその魂に取り込まれてしまう。天凱凰と化したウルは自ら上海を破壊し、いずこかへと飛び去っていった。

### 欧州編
「上海大震災」から半年後。アリスと朱震はマルガリータに同行する形でヨーロッパへと渡り、プラハで何でも屋まがいの日雇いエクソシストをしながらウルを探していた。ある日、ビストリッツから怪物退治の依頼が舞い込み、付近の怪しい古城も調べて欲しいと頼まれる。古城では城主の吸血鬼・キースと出会うが、彼は怪物騒動の犯人ではなかった。暇を持て余したキースを仲間に加え、黒幕の村長を倒して怪物騒動を解決する。キースは自身の城の塔に「変身する男」が住み着いていると明かし、その男とは正気を失ったウルであった。ウルはアリスと朱震の事も判らず襲い掛かり、アリスは彼の精神世界グレイヴヤードに取り込まれてしまう。そこでウルの心に巣食う四仮面に、ウルの魂が死を待っていると聞かされたアリスは自身の命を差し出してでもウルを助けると決意し、四仮面との契約で死の呪いを受けながらウルの元に向かう。ウルはアリスの呼び掛けによって自分を取り戻し、自身の弱さと恐怖の象徴たるキツネ面を倒して復活を果たした。
一行はベーコンの調査に向かったマルガリータを追い、アリスの父・モーリスが殺されたルアンに入る。モーリスの旧知である神父ドイルに話を聞くと、あの夜はモーリスはロジャーに太刀打ちし得る協力者と会うはずであり、その名はアルバート・サイモンと言うという。しかし直後、ドイルはベーコンの部下に襲われ、アルバート・サイモンがロンドンにいると言い残して息を引き取る。一行はロンドンに入るが、財布をスられたことを切っ掛けにロンドンラッツと関わりを持つ。リーダーの少年ハリーは詫びとして協力を申し出、アルバート・サイモンの屋敷だったという孤児院をあたってみるが、そこでは子供を実験材料として死者を甦らせる実験が行われていた。仲間を拉致されて怒ったハリーは超能力を暴走させるが、それを止めたのは例の「謎の声」であり、その主はハリーの母だった。孤児院の戦いの後、一行はハリーの母が連れ去られたカリオス精神病院に乗り込む。やはり黒幕はベーコンであり、ハリーの母は15年前にネメトン修道院の事件を解決したクーデルカ・イアサントであった。ハリーの命を盾に取られたクーデルカはベーコンを「ベーコンを騙りし男」と呼び、ウルにウェールズの老人に会うように告げてベーコンと共に消えていく。その後、ルアンに戻ったアリスは今までベーコンを名乗っていた男こそがアルバート・サイモンその人であると突き止める。
ウル一行はウェールズで変な生き物に遭遇するが、実はその生き物こそが本物のロジャー・ベーコンであり、アルバートの師であった。ロジャーの導きでネメトン修道院の地下遺跡に入ったウル一行はアルバートと対峙。その昔、彼は権力者が弱者を虐げる世の仕組みを変えようとしたのだがその主張は時代によって潰されてしまい、時を経た現在も何も変わっていないとし、世界を破壊し尽くして新たな理想郷を作ろうとしていた。破壊の守護者アモンと契約したアルバートをなんとか退けたウル一行だったが、クーデルカに秘められた力と戦いで生じたエネルギーが利用され、空中神殿ネアメートが浮上してしまう。アルバートはこのネアメートをウキとし、遥か彼方の宇宙から「外なる神」を呼び寄せて世界を破壊するつもりだった。一行はロジャーの発明した転送装置でネアメートに乗り込み、最奥部でアルバートと対峙。互いの全てを賭けた「どっちが負けても恨みっこ無し」の勝負の末にアルバートは倒れた。アルバートは彼らに世界の未来を託し、最期の力で神の元へと転送させる。その場所は成層圏に出現した巨大なジャッジメントリングの上であり、遂に神が降臨するがウル一行はその神をも打ち倒した。
世界は救われ、彼らはそれぞれの帰る場所へと帰っていく。しかしこの年の6月にサラエボ事件が発生。やがて第一次世界大戦が始まり、アルバートが予言した厳しい冬の時代が幕を開けるのだった。ウルとアリスはチューリッヒ行きの列車に揺られていたが、彼らのその後については#エンディングを参照。

## ゲームシステム
移動
移動はワールドマップ上に点在する町やダンジョンを選び、内部に入るというマップ移動形式。前半となる亜細亜編はほぼ後戻りの効かない一方通行。対照的に後半の欧州編は自由に移動が可能となっている。後半に亜細亜マップには戻れない。
戦闘
戦闘は敵・味方の区別なく、個別のAGI（敏捷性）順に行動が回ってくるターン制戦闘である。AGIを一時的に上げることもできるが、その場合はジャッジメントリングのバーの回転速度も速くなるため、利点ばかりではない。バトルメンバーにはパーティーの6人中最大3人を選ぶ。隊列には前列と後列の区別があり、後列にいるキャラクターは、受ける通常攻撃のダメージを減らすことが出来るが、敵に与えるダメージも少なくなる。
属性
全ての敵・味方キャラクターと一部のサブキャラクター、および全ての攻撃手段には、地・水・火・風・光・闇・無の7つの属性が設定されている。火と水、風と地、光と闇はそれぞれ相反し、反対属性の攻撃を受けるとより多くのダメージを受ける。ただし通常攻撃は無属性であるため、反対の属性を持つ敵に通常攻撃を行っても、ダメージの値は他の属性のキャラクターが行った場合と変わらない。
SP（サニティポイント）
正気度。戦闘開始時はキャラクターごとの最大値だが、行動する度に減少し、0になると「暴走」し操作不可能となる。戦闘終了時に暴走状態のキャラクターは経験値を取得できない。アイテムで回復できる。一部の敵はSPの現在値を減らす「SPダウン」効果のある特技を使用するが、SPダウンを防ぐアクセサリーも存在する。
ジャッジメントリング
戦闘におけるほとんどの行動の成否は、「ジャッジメントリング」で判定される。ジャッジメントリングとは、リングと呼ばれる円盤上に「ヒットエリア」「クリティカルエリア」「ステップエリア」「モジュレートエリア」と呼ばれる色付きの扇形のエリアが一定数存在するもので、リングの中心から円周へ伸びる「バー」と呼ばれる線が時計回りに一周する間に○ボタンをエリア内で押せれば行動は成功となり、エリア外でバーを止めたり、エリアを過ぎるまでにバーを止められなかったりした場合には失敗となる。また、一部の物語上のイベント、福引やショップでの値引きなどの成否判定にも使用される。
フュージョン
パーティーメンバー中ではウルだけが使える能力。“フュージョンモンスター”と呼ばれる魔物の魂と融合してその姿に変身し、その魔物の持つ特技を使えるようになる。フュージョンの際には大量のSPを消費する。その手段や融合対象が違う融合能力者も存在し、それらは総称して“ハーモニクサー”と呼ばれており、後述の日向甚八郎が持つ「降魔化身術」も同様の能力である。
グレイヴヤード
主人公であるウルの心の中に存在する世界。ウルの夢の中に度々出てきていたが、アリスと出会ったことをきっかけに、ウルのみが現実世界と行き来できるようになる。「ソウルエナジー」を溜めることで、新たなフュージョンモンスターを手に入れたり、溜まった「マリス」を戦闘で祓ったりする事ができる。直訳すると「墓場」で、文字通り不気味な墓地が広がる。
マリス
悪意のエネルギー。戦闘でモンスターを倒すごとに少しずつ溜まっていき、その度にウルの持つ「タリスマン」（ペンダント型のお守り）にはめられた石の色が青から赤へと変化していく。連動してグレイッブヤードにある扉が開いていき、タリスマンが完全に赤に染まる（＝扉が開く）と、エンカウント時に死神が具現化してウル達の前に現れるようになる。死神は非常に強く、通常では歯が立たないが、特定の状況では弱体化させられる場合もある。グレイヴヤードでモンスターを倒せばマリスを全て祓えるが、マリス値が高いほど強力なモンスターと戦う羽目になる。
スコア
それまでのプレイ内容の各種データと評価を閲覧できる。戦闘回数、気絶回数、逃走回数、さらにはリングの成功率やパーフェクト率、今までの移動距離などの細かいデータが本編開始直後から累積され、それらを総合したランキング（モンスターでいうとどの程度かというもので99位のカマイタチから1位の天凱凰まである）も表される。
ピットファイト
闘技場。パーティーから1人を選び、開催者が召喚したモンスターと戦って10連勝すると賞品が貰える。
福引
ジャッジメントリングを利用したサブイベント。世界福引協会の会員に話しかけると、アイテムの「福引券」と引き換えに挑戦できる。バーは止めない限りリング上を回転し続ける。エリア内でバーを止めれば対応する賞品が貰えるが、失敗しても参加賞としてティッシュが貰える。
歩数計
各地にいる無口な行商人から貰える「歩数計」を装備することにより、ダンジョン内での歩数がカウントされ、歩数と交換という形で景品が貰える。一定歩数以上歩くとご褒美として歩数の消費なく景品が貰えるイベントもある。街などの安全な場所で歩いたり、壁に向かって足踏みするだけでは歩数は増えない。歩数計本来の意味を成していないが、歩数カウントを増やす装備品も存在する。

## 登場キャラクター

### パーティメンバー
名前の変更は可能である（苗字は固定）。名前入力前はそれぞれの特徴を示す表記が成され、名前入力後もライブラリの説明文においては入力した名前ではなく、そちらの表記で書かれる。
ウルムナフ・ボルテ・ヒューガ（Urmnaf Bort Hyuga）
声 - 高橋広樹
本作の主人公。通称「ウル」。武器は爪（ナックル）を用いたケンカ殺法。モンスターの姿に変身できる「フュージョン」の能力を持つハーモニクサー。属性は「闇」（フュージョン時はそのモンスターの属性に変化する）。名前入力前の表記は「ガラの悪い主人公」。
1890年生まれの24歳。表記通りガラが悪くチンピラのような言動や行動をとり、出会ったばかりのアリスやマルガリータにセクハラ発言をしているが、あくまでそういう言動を取るだけに留まっている。ダークな雰囲気を和ませる明るいキャラクターで、危機的状況やおぞましい敵の前でも余裕の態度で軽口を叩けるほどの実力と胆力の持ち主だがやや子供っぽい一面を持ち、相手を罵倒する際には「バカ」や「クソ」などの言葉を多用する。ひどい船酔い体質（船のみで飛行機は平気）で、船に乗ると死にかけるほど酔う。
日本人の父とロシア人の母を持つが、両親ともに幼い頃に死別している。日本で生まれるが軍人だった父親の仕事の関係で幼い頃に中国大陸に渡り、各地を転々として育つ。その後、徳壊の差し向けた魔物からウルを庇ったことで母親は死亡し、その事件がきっかけとなってウルはフュージョンの能力に目覚める。母の仇を探す一方で自身の心に聞こえてくる「謎の声」の主も探し、魔物を倒しながら旅費を稼ぎ旅をしてきた。ある日「謎の声」に従ってアリスを助け出すために魔術師アルバートと対峙したことから、激動の運命が動き出す。当初は冥刹皇にのみ変身していたが、アリスとの出会いを機に様々なフュージョンモンスターを会得していく。
陰気なアンチヒーロー的一面と、皮肉屋の「馬鹿野郎」という一面も持ち合わせ、変人揃いのキャラクターの中でも正々堂々たる存在。監督の板倉は、彼の気取ったアウトサイダー的な側面は周りに家族がいない孤独によるものであり、彼自身は「ちょっと暗い過去は背負っているけど、ちゃんと血の通った“普通の人間”」と評している。
次回作『II』では、ラストネームの表記が「ヒュウガ」になった。海外版での名前は「Yuri」（ユーリ）。
アリス・エリオット（Alice Eliot）
声 - 石橋千恵
味方の支援をする「白魔法」の使い手。回復・蘇生魔法や光属性の攻撃魔法が使える。武器は聖書。相手を叩いたり魔法の媒介に使用する。属性は「光」。名前入力前の表記は「狙われるヒロイン」。
ロンドン出身の20歳。「100年に1人」と言われる強大な霊力の持ち主であり、幼い頃に人ならぬ者の「声」が聞こえるようになり、エクソシストとしての才能を開花させる（ただし、現実のエクソシストはカトリック教会公認の職種であり、女性が任命されることはない）。父親は神父（婚姻が禁じられている身分でありながら娘や妻がいる理由は説明されていない）で、母親が亡くなった後、自身も彼の手伝いをしながら悪魔祓いの仕事をし、各地を転々として暮らしてきた。しかしその力を欲したベーコン（アルバート）に狙われ、フランスのルアンにて父親と共に襲われる。父親は彼女を逃がして惨殺され、彼女も父親の最期の力で遠く中国大陸に飛ばされるが、日本軍に捕えられてしまう。南満州鉄道の特別列車にて内密に奉天へと護送されるが、そこでの彼女とウルの出会いが、世界の運命を左右することになる。
活発で気の強い性格だが、当初は大人しく内気な態度が目立つ。ウルのガラの悪さや破天荒な振る舞いにも最初は困惑していたが、彼の人柄を知るにつれて強い信頼を寄せるようになり、本来の性格も取り戻していく。
ラストダンジョンへ向かう直前までに発生する隠しイベントをクリアしたかどうかで彼女の運命が左右され、それによってエンディングが分岐する。
劉 朱震（りゅう しゅしん / Liu Zhuzhen）
声 - 真田健一郎
魔物退治専門の陰陽師。通り名は「九天真王絶行仙・朱震上人」。武器は杖を用いた棒術。「陰陽道」を駆使して様々な攻撃術を操る（実際の陰陽道と仙術は縁遠いものとされている）。属性は「火」。名前入力前の表記は「いかさま陰陽師」。
朝陽村の異変を調査中にウルとアリスに出会う。かつては徳壊と共に修行をしていたが、現在は魔物退治の仕事をしている。時給日雇いでも仕事を請け負うと語っており、ウルには「コンビニ陰陽師」と呼ばれている。15年前に徳壊の野望を阻止しに現れたウルの父親と出会い、友人となっている。
魔術に関しての知識は豊富で、アルバートにも引けをとらない。江戸っ子気質ではあるが、ウル一行の良き「じいちゃん」的存在である。使用する術はステータス異常を発生させる全体攻撃術が多く、回復の特技も持つ。発動時に朱震が唱えているのは九字と呼ばれる呪文で、「臨・兵・闘・者・皆・陣・裂・在・前（りん・ぴょう・とう・しゃ・かい・じん・れつ・ざい・ぜん）」と唱えている。兄弟子である徳壊とは術の扱いも、九字も非常に似通っている。
続編には登場していないが、それをもとにしたアンソロジーコミックスに登場した。
マルガリータ・G・ツェル（Margarete G. Zelle）
声 - そのざきみえ
某超大国の諜報破壊工作員。コードネームはマルコビッチ。武器は拳銃。パーティメンバーの中では一切魔法・魔術的な力を持っておらず、携帯電話で謎の組織に連絡を取って取り寄せる様々な「秘密兵器」を用いる。属性は「水」。モデルはマタ・ハリ。名前入力前の表記は「妖しい女スパイ」。
大陸に進出している日本軍の動向を調査中、奉天で日本軍に対し爆破工作を仕掛ける。その時、巻き込まれたウルとアリスに興味を持ち、同行することとなる。余計な爆発を演出したり逆に過度な被害は抑えようとするなど工作員らしからぬ一面があり、本国でも度々問題児扱いされる。面倒見の良い性格で、ウルの「保護者」を自称する事もある。当初はアリスの高い霊力やウルのフュージョン能力に目を付け、国家の利益のために利用しようとする思惑があったが、旅を続けるうちに本心から彼らを助けていくようになる。
戦闘中は時代を無視した携帯電話を使用し、秘密兵器をどこからか調達している。秘密兵器の中には手榴弾やライフルの他にタライ、爆撃機などが出てくる。使用背景的に厳密には魔法・術とは異なるが、分類としては魔法に区分される。魔術に関してはイマイチ現実的になれず、知識としては知っているが本人は「うさんくさい」と思っている。
続編にも隠しイベントで登場しており、その時はセクシーな衣装をプレゼントしてくれる。
キース・ヴァレンティーナ（Keith Valentine）
声 - 野島健児
トランシルヴァニアの城で眠っていた吸血鬼の青年。武器はレイピア。吸血鬼が使う「儀式」の使い手。吸血鬼ではあるが無闇に血は吸わず、日光も十字架もニンニクも平気で、ただ寿命が無いだけだという。属性は「地」。名前入力前の表記は「ヒマな吸血鬼」。
自分の城の最上階に突然現れた「悪魔」により200年ぶりに目を覚ます。昔は地元のビストリッツの人々からは「蒼き城の領主様」と呼ばれ、400年以上も前から静かに暮らしてきたが、いつしか地元の人間には忘れ去られた上に本人も延々と続く退屈な生活に飽きており、城を訪れたアリス達の数奇な運命に興味を抱いて仲間となる。性格は穏やかでマイペースな紳士で、特に少女に優しい（シリーズ全作で少女と関わっている）。しかし彼の最強の武器である魔剣ティルビング入手後のイベントでは、いつもと全く異なる姿を見ることができる。また、梅元の鍼灸治療の際は男性キャラの中で唯一動じない。
実は福引協会の副会長という肩書きを持っており、200年以上前に「会長」に誘われて入ったという話が聞ける。続編である『シャドウハーツII』や『シャドウハーツ・フロム・ザ・ニューワールド』では会長の引退に際し、繰り上げ人事という形で福引協会会長に就任しており、道行く少女に声をかけ、イメージガールや副会長としてスカウトしている。吸血鬼らしくコウモリにも変身可能だが、その姿は銀色というコウモリらしからぬカラーリング。また、ヨアヒムとヒルダという名の兄と妹がおり、それぞれ続編にメインキャラクターとして登場している。
ハリー・プランケット（Harry Plunkett）
声 - 日野聡
ロンドンのストリートチルドレンで結成されたギャング団「ロンドンラッツ」のリーダーであり、前作『クーデルカ』の主人公・クーデルカの息子。武器はパチンコ。生まれついての「超能力」の使い手。年齢は12歳。属性は「風」。名前入力前の表記は「口の悪いくそガキ」。
孤児達を率いてスリなどを働いて生活していた。クーデルカと同じく超能力の持ち主で、母親はその能力のために異端諮問会に連れ去られており、精神病院に幽閉されている母を助け出すためにウル一行に同行する。両親の支えを失い、孤児達のリーダーとして振舞いながらも背伸びしがちな性格となっている。終盤では過酷な拷問の中で精神崩壊したクーデルカを目の当たりにし、激しい怒りによって潜在能力を引き出している。
ゲーム中に名前は明かされないが、父親はかつてクーデルカと共にネメトン修道院で不思議な一夜を過ごしたエドワード・プランケットである。ハリーが使用する超能力も前作でクーデルカ達が使用する術が元となっている。

### 重要人物
ロジャー・ベーコン / アルバート・サイモン
声 - 郷里大輔
見かけは善良そうな英国紳士であるが本性は冷酷非道な魔術師で、ユーラシア大陸の各地で暗躍する。推定年齢300歳以上。本作における黒幕的存在であり、徳壊やローザン子爵など様々な勢力を利用し、裏で自身の計画を進めてきた。
百年の一度の霊力を持つアリスを手に入れようと、邪魔者だった彼女の父・モーリスを殺害。しかしアリスは父の術によって転移され取り逃がしてしまう。南満州鉄道列車内にて取り逃がしていたアリスを見つけ拉致しようとするが、今度はウルによって阻止される。この際に顔を潰されたが瞬く間に再生させていた。後にオルガを使って自分の正体を知る人間であるドイル神父を殺害させた。
その正体はかつての師である「ロジャー・ベーコン」の名を騙った、アルバート・サイモン枢機卿。当初は「ロジャー・ベーコン」もしくは「ベーコン」の名前で呼ばれていたが、正体が明かされてからは「アルバート」もしくは「サイモン枢機卿」の名前で呼ばれるようになる。
元々は貧しい最下層の出身で、若い時分に独力で学問を修め、世の中を変えようとしていた修道士であり、ロジャーに高く評価され、彼の弟子の中でも特に一目置かれていた。やがて一部の権力者が弱者を支配し、虐げるのが当然とされる世の中の矛盾に疑問を抱き、その主張を宥めたロジャーを告発するも、絶対封建社会であった当時、アルバート自身が異端扱いとなり投獄されてしまう。その後は黒魔術の深淵へとのめり込み、社会を根底から破壊し再生する夢にとりつかれ、目的の為なら手段を選ばなくなっていった。本人は自分の目的を「復讐」と称しており、ウルはその所業をはっきり否定しながらも根底にあった考えは「少しだけわかる気がする」と理解を示していた。
最終的に「ルルイエ異本」の神降ろしの儀式を実行し、ネアメート（ネアム）である狂気の神々の城を浮上させ、宇宙の彼方から「超神」を呼び寄せることに成功する。ネアメートに乗り込んできたウルたちと対峙し、列車での初遭遇時はただの障害に過ぎなかったが成長を遂げ自らの最大のライバルとなったウルの「最後だけは恨みっこなし」という提案を快く受け入れ、激戦の末に敗れ去る。そして自分を乗り越えたウル達に次代を託し、最期の力で「超神」のもとへと転移させ、決戦へと赴かせた。
アモン
ソロモン王が著した魔法書「レメゲトン」に記された悪魔。出現は世界の破滅をも意味する。アルバートが魂の契約を交わした破壊の守護者。アルバートはこの悪魔と契約することにより、フュージョン能力を得ていた。本来の姿は四本脚の歪な体躯の悪魔だが、制御したウルが変身すると二本脚で人間に近い体格になり、必殺技もウルの性格を反映したような名前に変わる。
ダンジョン内にある隠しアイテムを獲得すればアルバートを退けた後にウルの力となるが、それをしなかった場合、二度と手に入れられない（天凱凰とも戦えない）。続編『シャドウハーツII』では、ストーリーに深く関わる存在となった。
メシア
最終件戦にて、アルバートがネアメートの霊気を取り込んで変身した姿。メシア（救世主）の名に似つかわしくない歪で醜悪な姿であり、特に右腕は自身の体を乗せられるほど非常に大きい。
日向 甚八郎（ひゅうが じんぱちろう）
声 - 田中秀幸
大日本帝国陸軍特務機関所属。階級は大佐。ウルの父親。鋼の如く確固たる魂の持ち主。息子と同様にフュージョンの使い手であるが、彼が使うのは本来の融合の術「降魔化身術（ごうまけしんじゅつ）」である。敵軍からは必滅を呼ぶ悪魔として恐れられ、数々の機関から伝説視されていた。日本沈没を企む陰陽師・徳壊の暗殺任務を受けて妻アンヌと息子ウルとともに中国大陸へ渡り、本編から15年前の1899年に、徳壊が行おうとした「鬼門御霊会」を阻止し死亡する。息子とは熱い絆で結ばれており、死してもなおウルの心に宿り続けて息子の成長を見守り続ける。ウルが越えるべき最大にして最強の壁でもある。生前はフュージョン使用時にツェルノボーグに変身していた。
日向 アンヌ（ひゅうが アンヌ）
ウルの母親であり日向甚八郎の妻。ロシア人。日本でウルを産むが、数年後には夫の仕事の関係でウルを伴って中国大陸を転々としていた。最終的にある村に落ち着き、1年の半分を家族3人で、もう半分を息子のウルと2人で暮らす生活を送っていた。しかし日向が上海で激闘を繰り広げていた頃、徳壊の配下から襲撃を受けた際にウルを庇ったことで死亡。それによってウルのフュージョン能力を引き出させることとなった。今作では多くは語られないが、続編『シャドウハーツII』では秘められた真実が明かされる。
モーリス・エリオット
声 - 長嶝高士
アリスの父親であり、神父。高い霊力は娘と同様で、その白魔法の力を使って人々を癒し、恵まれない人々に尽くしていた。アリスの力を狙ったアルバートから娘を守るため殺され、最後の力を使い果たしてアリスを遠く離れた中国大陸へ逃がす。
『クーデルカ』の登場人物であるジェームズ・オフラハティー神父とは親友の関係にあり、共にヴァチカンから盗み出された三冊の秘術書の奪還命令を受けて動いていた。経典の悪用を目論むロジャー・ベーコンに対抗するべくアルバート・サイモン枢機卿の協力を得るはずだったが、その場に現れたアルバートこそがロジャーの名を騙る張本人であり、その事実に気付かないまま殺されてしまった。
クーデルカ・イアサント
声 - 笠原弘子
前作『クーデルカ』の主人公。アリスと同様の高い霊力を持つ女性で、ウルを導く「謎の声」の主。ハリーの母親。年齢は35歳。若い頃からその力を使い、周囲の傷ついた人を癒していた。「アリスを光の魔女とするなら、クーデルカは闇の魔女」とアルバートに評されており、アルバートはクーデルカの霊力を利用し神降ろしの儀式の触媒とするべく、異端審問会を使って拉致し、カリオス精神病院に幽閉して拷問を繰り返していたが、それら全てを耐え受け流す強靭な精神と力の持ち主。
前作での若き日は勝気で皮肉屋な性格であったが、母親となった本作では落ち着いた雰囲気と優しさを兼ね備えた大人の女性となっており、先述の周囲の役に立てる日常を送ったことからも、前作の無頼な態度からも変わったことが分かる。
カリオス精神病院では拷問に耐えるべく精神と能力を閉ざしていたが、ハリーの危機を前にして覚醒。アルバートについて行ってしまうが、実は彼と心中するべく従うふりをしていた。しかしアモンの力を得たアルバートには敵わず、その力を利用されてしまう。その後は無事に救出され、ストリートチルドレンたちと一緒に暮らしている。エンディングではハリーたちと共に出稼ぎに出ている夫・エドワードの元へ向かった。
ロジャー・ベーコン
声 - 我修院達也
ウェールズのネメトン修道院跡地に住む「へんな生き物」だが、その正体はアルバートの師であり、700歳を超える伝説の大魔術師である本物のロジャー・ベーコン。元はフランシスコ派の修道士として多くの学問を修めた学者。モデルは哲学者のロジャー・ベーコン。見た目は骸骨のように枯れた老人だが、その頭には世界のあらゆる真理が詰まっている。自称「科学と学習をこよなく愛する、永遠のスターチルドレン」。名を騙っていた時のアルバートと異なり、名前を呼ぶ際は専ら「ロジャー」と呼ばれる。
15年前の事件に関わっており、クーデルカとも面識がある。クーデルカの導きで訪れたウル一行に道を示し、ネアメート浮上後は自身の開発した瞬間物体輸送機（動力は人力）で彼らをネアメート内部へ送った。300年ほど前にアルバートを弟子に迎え、その類稀な才能に目をかけて持てる知識の全てを与えたが、やがて彼が社会の矛盾を訴え始めるとその主張が正しいとは思いつつも諌め、それによってアルバートに告発されて宗教裁判に掛けられた。しかし逆にアルバートの方が異端扱いで投獄され、彼は黒魔術と危険思想に染まっていく結果となった。
前作でも多少見られたひょうきんな面がより強くなった、コメディリリーフ的存在でもある。仲間にならないが、初登場時に名前入力画面だけ出してプレイヤーをからかうというお遊びの演出を用い、これは次回作以降も恒例となる。技術的には驚くべき性能だがヘンテコな発明品ばかり作っており、家はウルやアリスに「変形とか合体とかするかも」と評されるほど奇天烈な形としてる。実は福引協会会長の顔を持つが、次回作以降は引退して副会長のキースに会長の座を譲っている。
『クーデルカ』から『シャドウハーツ・フロム・ザ・ニューワールド』までの全作に登場するキャラクターでもある。『ペニーブラッド』にも登場する。

### 大日本帝国軍
川島 よし子（かわしま よしこ）
声 - 中山真奈美
諜報と策略に長ける、日本軍所属の男装の麗人。階級は中佐。モデルは東洋のマタ・ハリと呼ばれた川島芳子。年齢は28歳。理想を実現するためならば、いくらでも冷酷になれるという強い信念の持ち主。惨殺現場を目の当たりにしても「美しい光景」と言い放つなどエキセントリックな面がある。中国大陸制覇のため、上海を攻略して日本軍の拠点を置くべく、障害となる徳壊を排除しようとする。徳壊同様、アリスの能力を活用することを企み、運び屋を装ってウル達に接近する。ウルと共に行動するうちに、彼のストレートな人柄に惹かれていき、親近感を抱くようになる。物語の舞台がヨーロッパに移った後のイベントで、内部の権力闘争に巻き込まれ上海で謀殺されたことが語られている。ウルのような生き方に憧れ、加藤の言葉でそれを実行に移そうと決意しかけた矢先の悲劇であった。最期は「父に見捨てられた」と語っているが、その父の本心は続編『シャドウハーツII』で明かされる。
加藤 政二（かとう まさじ）
地形分析官として中国大陸に派遣されるが、川島中佐の作戦に参加することとなる。階級は軍曹。上海攻略作戦にて川島中佐の部下として行動するうちに彼女に好意を抱くようになる。ライブラリによれば学者肌の性格がアダとなり、目の前で繰り広げられる魔呪術の世界に興味を持つようになったことが明かされている。上海大震災後も裏鬼門御霊会に興味を抱いたことで本国からの帰還命令を無視し、川島の元で研究を続けていた。その中で川島に告白するも、直後に朽木の謀略によって彼女を殺され、陣親子にそれを伝える最後の挨拶を告げた後に川島の遺骨を抱いて帰国する。続編『シャドウハーツII』にも登場する。
助谷 祐之助（すけたに すけのすけ）
川島の部下。階級は中尉。川島を敬愛する青年将校。諜報を専門とし、上海に駐留して徳壊の周辺を捜査していた。不穏な帝都の日本軍の動向も調査しており、加藤に川島の護衛を託す。後に内部の裏切りに遭い、致命傷を受けたところ加藤に看取られながら最期を迎えた。
朽木 薫（くつぎ かおる）
川島に代わり、帝都より上海攻略の指揮指示を受け派遣された憲兵出の内偵官。階級は少佐。ライブラリによれば川島中佐の独走を苦々しく思っており、反乱の恐れありとの口実で隙あらば彼女を失脚させようと考えている。彼女の父（政府要人）が養女を迎えたことを知ると、殆ど独断で川島を殺害した。
辻（つじ）
アリスを捕らえた軍人。階級は少佐。アリスの能力や戦略的価値については何も知らされておらず、不審に思いながらも彼女を護送していた。しかしアルバートの襲撃により抵抗虚しく惨殺される。6歳になる孫娘がいるらしい。

### 鬼門御霊会を目論む者とその関係者
徳壊（とくかい）
声 - 川久保潔
上海を根城に自らの理想郷を形成せんとする仙人。通り名は「堕九天真王地行仙・徳壊上人」。かつては朱震の兄弟子として修行していたが、禁忌の術を用いるという野望に取り付かれ破門となった。朱震からは「徳」と呼ばれている。ライブラリによれば、列強各国の侵略から大陸を守護するために、上海を魔都と化し、己自身が支配するべきだと考えている。15年前にアルバートと出会っており、本編が始まってからも再び接触する。悪党だが、ウルとマルガリータの煽りに乗せられたり、傀骸塔にエロ本を隠していたりなど、どこかコミカルな面がある。
かつてウルの父・日向甚八郎と戦い半身を失っているため、左半身は義眼に義手・義足となっているが、それでも弟弟子を上回る実力を持つ。過去、日向に敗れた腹いせにその息子ウルと妻アンヌを殺害すべく使い魔を送り込んだ。この時にアンヌは死亡し、ウルはフュージョン能力を覚醒させる。結果的にこの行動が後に仇となってしまった。
地脈を操って禁忌の儀式「鬼門御霊会（きもんごりょうえ）」の実行を企み、その触媒とするためアリスを利用するが、彼の真の目的は「鬼門御霊会」を行うことではなく、“神降ろし”といわれる九天仙術究極奥義「裏鬼門御霊会」を行うことだった。その後アリスを取り戻すために乗り込んできたウル達と一戦交え撤退し、傀骸塔の最上階にて最後は自ら閻羅王と化して戦うも敗北。死を覚悟した彼は己の魂を捧げることで裏鬼門御霊会を行おうとしたが、わずかに及ばず最期を迎えた。その直後、現れたアルバートによって裏鬼門御霊会は決行され、封印されし古の天空神「天凱凰」が召喚された。
使用する術や武器の構えは兄弟子である朱震と非常に似ており、攻撃時の九字詠唱や特技の属性も同じである。
アリスが徳壊に拘束される拷問イベントもあり、この時の選択肢次第で隠しダンジョンが出現する。
閻羅大王：凌徳（えんらだいおう りょうとく）
裏鬼門御霊会によって天空神の力を得た徳壊が変身した、最強の閻羅王。屈強だが醜悪な姿をした巨人であり、あらゆる閻羅王を凌駕する強さを誇る。
舞鬼（まいき）
徳壊の部下。九龍城砦の無法者の親分。元は日向の戦友である陣大人の経営する酒場で働いていたが、徳壊の思想に心酔して寝返り、ウル達と出会った時にはその店の主人となっていた。徳壊の奉ずる鬼門御霊会が、列強諸国に対抗する武力を持たない自分達を唯一救う方法と信じている。
「死亡の遊戯」という怪しげな舞踏で相手の生命力を奪う上に、伸縮自在の腕を用いた武術を見せる。また、魔法を受け付けないという特異体質の持ち主。
閻羅王・凶舞（えんらおう きょうぶ）
徳壊から授かった力で舞鬼が変身した閻羅王。屈強な体躯と巨大な斧を携えているが、怪しげな舞踏は健在。
傀儡舞鬼（くぐつまいき）
敗北した後にアルバートによってエミグレの秘術の実験材料に使われた挙句、死してなお生きる屍となった舞鬼。自我はいくらか残っているらしく「寒い、助けて」と懇願しながらも傀儡として襲い掛かってくる。上述した隠しダンジョンを出現させないと戦えない。
麗々（れいれい）
中国の大連にある小さな漁村に住んでいた少女。元は美しい声を持つ娘だったが、15年前のある嵐の日に漁から戻ってこない父親の無事を海神に祈ったところ、父は戻ったが代償に声を父のものと入れ替えられてしまう。その後、旅芸人一座の青年に恋をしたものの父の声では告白もできず、父を殺さなければ声の戻らない葛藤に苦しむ。父親は娘に殺される覚悟を決めていたが、心優しい麗々にはそれが出来ないことを悟り、せめてもの祝いのために再び漁に出て嵐に遭い、帰らぬ人となる。しかし麗々が手を下した訳ではないため彼女の声が戻る事はなく、結果として父も声も恋も全て失ってしまう。その後、絶望する麗々の前に、娘に殺されたい一心で父親が黄泉から水死体となって戻ってきた。それを見た麗々は父親の死体と共に海に身を投げる。そのあまりの念の深さから妖怪となって度々村に現れ、村人を呪い殺すようになった。
大連の海に祀られた青龍神を封じた徳壊によって、霊魂となって眠っていたところを呼び起こされ利用されていた。最終的には徳壊の術によって無理やり怪物の姿へと変えられてしまい、ウル達を倒すための捨て駒とされてしまった。ウル達に敗れた後は海ババの犠牲によって怨念から解放され、成仏する。
ネコ婆（ねこばば）
廃村となった朝陽村を根城とする魔物達の頭領。老婆の姿で村長に扮していたが、正体は化け猫の怪物。
自分を「オレ」と言い、乱暴な口調でしゃべるのが特徴。正体を現した時は、猫らしく「ニャー」をつけている。他の朝陽村の村人も全て家畜として生まれ、人間に殺されてきた存在が化けた怪物達であり、徳壊に派遣された閻羅王が朝陽村に祀られていた玄武神を封じたことによって具現化した。
チビすけちゃん
奉天の下水道で出会った可愛らしい子犬。その正体は徳壊の使い魔「犬蠱」。下水道から脱出したウル達を前に正体を現し、怪物となって襲い掛かってくる。その口を介して徳壊はウル達と会話するが、見た目のせいでウルからは「ベーコン（アルバート）が成仏できず犬になってよみがえった」、マルガリータには「徳壊の正体はチビすけちゃん」などと思われてしまった。

### 魔術師
各々の目的のために魔術を用いる者達。
オルガ
自称「幻妖のオルガ」。アルバートに仕える幻術使いの妖婆。欧州編にて登場し、アルバートも一目置く高い霊力を持つ。不気味な老婆の姿をしており、衣服の背中に蜘蛛の刺繍があるのが特徴。アルバートをロジャー・ベーコンと信じきっており「ベーコン卿」「ベーコン様」と呼び、忠実に仕えている。戦闘の際にはローブをまとった一つ目の女性型の怪物に変身する。
プラハの酒場にてアリスを襲い、後にカリオス精神病院にてアルバートの命を受け、ウル達と交戦する。目の前で母親を連れ去られたハリーが激昂し、潜在能力を解放させたことで敗北した。アルバートに対する信頼は厚く、最期の瞬間まで「ベーコン様！」と叫びながら絶命した。アルバートが彼女をどう思っていたのかは触れられていないため不明。
ローザン
カリオス精神病院の責任者で、異端審問会の若き修道騎士でもある子爵。その中に属するテンプル騎士団最後の猛将と言われているほどの人物。
異端審問会は魔女や悪魔祓いを建前に、宗教的・政治的利害で多くの人間に宗教裁判を執行してきた組織だが、今ではすっかり影の存在となっておりオルガには「時代遅れ」と罵られている。かつての権威を取り戻すべくローザンは法王に隠れて魔術師であるアルバートと手を組み、クーデルカの拉致に協力したのも、今世紀最後の魔女と絶賛された彼女の力に興味を持ったためであった。常に尊大な態度をとっており、ウル達を「異端のムシけら」と見下している。だがそういう彼自身、アルバートには「捨て駒」としか見られていなかった。実際その通りになりウルたちに敗れ死亡した。
戦闘の際には、邪悪な妊婦の肉体に両足の付け根から不気味な男性の上半身が生えた怪物となる。既にテンプル騎士団そのものが異端の淵に足を踏み入れており、部下を含めて騎士団員達は全員怪物へと変貌する術を手にしている。ウルたちによって残らず殲滅された。
ジャック
声 - 稲田徹
元はアルバートの屋敷だったという洋館に孤児院を開いていた医者。眼帯をつけ金髪をオールバックにしており、医者らしく白衣を着ている。表面は礼儀正しい中年だが、実際は禁断の秘術を用いて死者復活を目論む危険な男。ライブラリによれば二重人格の上マザコンだという。
日記によると元々は母思いの善良な医者であった模様だが、古代ドルイド僧の秘術による呪いで母親が凄惨な死を遂げ、その原因を突き止めようとする過程で魔術に没頭し始める。その後、ロジャー・ベーコンを名乗るアルバート・サイモンと出会いエミグレ写本を譲り渡され、それを解読したことで「死者蘇生」の秘術を知り、身寄りのない子供達を材料として最愛の母親を復活させようとし、罪のない子供たちを犠牲にしていた。手にしたメスで切りかかり、薬品による状態異常・マヒを誘発させる。ウル達に敗れたと同時に儀式は失敗し、ママンは醜い怪物として復活。ママンが倒された後は追うように彼も息を引き取った。その後、屋敷は別の人物によって真っ当な孤児院になる。
アルバートは「ジャックは惜しいところまで行った」と述べており、ジャックの母の死にも関係していることが窺える。本作では儀式に失敗した理由は不明だったが、『フロム・ザ・ニューワールド』にて理由が判明する。
ママン
本名は不明。ジャックの母親の肉体をベースに蘇った怪物であり、秘術の失敗作。ジャックが敗北した直後に不完全な状態で復活したため、人の姿ではなく怪物の姿となっている。蜘蛛の下半身の先から人間の上半身が突き出た不気味な姿となっており、この姿は前作にあたる『クーデルカ』のラストボスと酷似している。前作の主人公クーデルカのように、息子のハリーもまた「エミグレの怪物」と戦う運命となった。
ケビン
ビストリッツの村長を務める中年の紳士。見た目は理知的だが、内心は野望と欲望に満ち溢れている。
表向きは金脈を掘り当てるための研究をしているとされているが、実際はテリーと共に蒼き城の財宝を得るために吸血鬼の生態を研究していた。その過程で怪物を呼び出す魔術を知り、夜な夜な村中に怪物を出現させていた。それを恐れたテリーがエクソシストに悪魔祓いを依頼したことに感づき、オルガに彼の抹殺を依頼する。
テリーがニューヨークの大学で植物を研究している友人から仕事を紹介されていたことも知っており、その友人がテリーの娘であるニーナに託した皮袋を狙い、母親ミシェルを拉致した。戦闘の際は、新たに手に入れた力で変身し、皮膚が剥がれ落ちて血肉がむき出しになった巨大な猟犬のような怪物の肉体で襲い掛かってくる。キースの正体を知らず、彼を余所者と罵倒していたが、結果的に本来の領主によって粛清されることとなった。

### 各地の人々
梅元（ばいげん）
朱震の古馴染であるオネエ言葉の鍼灸師。朝陽村の一件の際に朱震に同行しており、ウルと知り合ってからは彼を追うように世界各地に現れる。鍼を打ったり灸を据えたりすることで武器と使用者の相性を上げることが出来る（システム上では武器の威力上昇とジャッジメントリングのヒットエリア拡張という形で表される）。中年男性だが若い男が好みのようで、男性キャラクターに対しては鍼灸治療時の演出が異なる（逆に女性キャラクターには淡々と行う）。
海ババ（うみばば）
声 - 白石加代子
大連の漁村に住む霊媒師の老婆。まじないの心得があり、麗々の呪いの被害者達を看取っていた。村で獲れる魚が好物。ウル達に麗々の過去の話を怪談調で聞かせる。麗々を何としてでも救いたいと願っており、船に密航してまでウル一行に同行し、大連海上にて朱震と共に古式解霊（こしきげりょう）の術を行い、悪霊と化した麗々の魂を救うが、自身も力の全てを使い果たして倒れる。
陣 宗雲（じん そううん）
15年前に日向甚八郎や朱震と行動を共にしていた人物。通遼で日向に救われて以来、彼に協力していた。上海で酒場を営んでいたが現在では店を舞鬼に奪われ、娘の秋華と共に使用人にされたばかりか自身は娘の演奏のお零れに預かるほどに落魄れていた。しかし日向への信頼は失っておらず、ウルと対面した際にはすぐに彼に日向の面影を見出して涙を流した。
秋華（しゅうか）
演 - ウェイウェイ・ウー
陣大人の娘。元々、陣が店を開業したのは上海における活動拠点とする意図があったが、実際はまだ幼かった秋華を案じた日向の配慮だったとされる。現在では舞鬼に奪われた酒場で二胡奏者をしているが、実際は父と同様に使用人の扱いである。欧州編では梅元を通じてウルに手紙を送り、川島の最期を伝えた。
二胡の演奏シーンでは実写映像が使用されている。
西法師（さいほうし）
武漢の西園九宮寺（さいおんきゅうぐうじ）を守護する九天仙術筆頭真王。徳壊と朱震の師匠。強力な結界によって最後の四方神・白虎の絵馬を守っていたが、ウル一行を招き入れた際に結界が僅かに弱まり、徳壊の侵入を許してしまう。最後は徳壊の攻撃に倒れたウル一行を命と引き換えに回復させ、ウルに「闇を恐れるな。おまえが闇を受け入れれば、闇もおまえを暖かく包み込んでくれよう」と助言して死亡する。
小方師（しょうほうし）
西法師の身の回りの世話をする少年。その正体は猫の化身で、朱震によると昔よりだいぶ喋れるようになったという。西園九宮寺を訪れたウル一行に奥に進むための試練を課すが、その一方で小遣い稼ぎにアイテムを売るちゃっかりした面を持つ。しかし弱まった結界から侵入した徳壊の依代にされてしまい、そのまま死亡した。
テリー
ビストリッツで雑貨屋を営む男性。夜な夜な村を襲う怪物に悩まされていた頃にアリスと朱震の話を聞き、藁にも縋る思いで怪物退治を依頼しにきた。依頼は快く引き受けられたものの、それを村人に知らせようと一足先に出発した直後に怪物に襲われ、アリスと朱震に村を救うことを託して息を引き取る。春になったらニューヨークの大学にいる親友を頼り、妻子と共にアメリカに移住する予定だった。実はケビンと共に行なっていた吸血鬼研究の過程で怪物を呼び出す魔術を発見してしまい、自身の不始末を清算するべく怪物退治を依頼してきたのだが、口封じを狙ったケビンの差し金に殺されてしまった。
ニーナ
テリーの娘。父の死を悲しみつつも、母がそれで体調を崩せば自分が代わりに店に立つ気丈な少女。ウルが蒼き城に現れた際、その影を追って森に入って迷子になり、狼に襲われたところをキースに助けられた。以来、キースを領主様と呼んで慕っている。逆に、母に言い寄るケビンは嫌っている。テリーの友人から送られた皮袋を宝物にしており、ケビンはその中身を砂金と思い込んでいたが、実は寒冷地でもよく育つように品種改良された小麦の種だった。
ハンス・ドイル
ルアンの教会の神父。モーリスの友人。モーリス殺害事件以来、精神を病んでしまっていた。アリス達にモーリスの目的について話すも、オルガによって口封じのため殺害されてしまう。その後、ドイルが遺した手紙の中で、アルバートの正体を知りながらモーリスとアリスを彼に会わせたことについて、長い間良心の呵責に苛まれていたことが明かされている。
クリス
ロンドンラッツのメンバーである少女。ラッツのお姉さん的存在であり、手癖の悪いヨシア、幼いシャロンを実の弟や妹のように面倒を見ている。後にジャックによってヨシアとシャロン共々拉致され、ジャックの母を甦らせるべく催眠術を掛けられたまま魂の大釜に入りかけるも、寸前でハリーが力を暴走させたことで阻止・救出される。
黄金のコウモリ
サブイベントに登場する金ピカに輝くコウモリ。キースの兄であり、弟に家宝である魔剣ティルビングを授けに現れ、試練を与える。語尾に「だっち」や「だら」など特徴的な喋り方をする。性格は弟と似ても似つかず、ウルには「どっちかっつうと、俺の兄弟に近い」と言われている。本名はヨアヒム・ヴァレンティーナ。次回作『II』では本来の姿で登場し、仲間になる。

### 人外のモノ
キツネ面（きつねめん）
ウルの命を狙う「死神」。怪物達の怨念であるマリスが満ちることで闇の扉が開いた時、現実の世界に出現し襲ってくる。主に亜細亜編で戦うことになるが、欧州編の序盤でイベント戦が用意されている。
ウルの父親・日向甚八郎の姿をしており、ウルが幼少期に祭りで父親に買ってもらった狐の面で素顔を隠している。当初はウルに恐れられていたが、その後アリスを守るために奮起したウルと一騎討ちの末、敗北する。敗北の際に狐の面が取れ、素顔が明らかになる。それはウルがもっとも敬愛し、同時に「絶対に勝てない」と恐れていた「父親の偶像」を被った自分自身だった。ウルが恐怖を超える強さを手にしたことで、「弱さ」の象徴であったキツネ面は消滅した。もう一人のウルであるため乱暴ながらも口調は似通っている。
四仮面（よんかめん）
グレイヴヤードに住まう「死神」。剣の仮面・杯の仮面・杖の仮面・金貨の仮面の4体がおり、ライブラリによればそれぞれウルが心のどこかに抱えた「暴力」「遊興」「怠惰」「物質」への欲望の象徴であるという。そのため、自意識はあるものの「ウルの心の一部」とされる。グレイヴヤードを訪れるウルを尊大な態度で嘲笑い、挑発する。中盤、ウルの魂の救済の代償としてアリスが自身を差し出したことで、欧州編からはキツネ面に代わる死神として闇の扉が開いた時に現実の世界に現れる。まともに戦うと歯が立たないが、終盤に訪れるダンジョンで手に入るあるアイテムを所持すればパワーダウンさせられる。倒しても闇の扉が開いていれば再遭遇するが、ボロボロの状態で全く力が残っておらず簡単に倒せる。
アートマンの敗北後は完全に委縮してしまい、ウルから脅されて「俺の女に手を出したこと」に対して「ごめんなさい」と謝らされた。その後はウルが訪れる度に疫病神として追い払うようになってしまった。
閻羅王（えんらおう）
地獄の司法官。徳壊によって召喚され、彼の配下として利用されている。「彗嶽（すいがく）」「比叡（ひえい）」「金剛（こんごう）」など複数存在する。
天凱凰（てんがいおう）
徳壊の「裏鬼門御霊会」によって呼び出された古神（いにしえがみ）。外界の神である「超神」も恐れる存在。徳壊はアリスの霊力をヨリワラに召喚しようとしたが、それだけでは力が不足していた。そのため、自分自身の命も捧げるが、それでも足りず、最終的にアルバートの力が加わったことで召喚される。ウルのフュージョンによって彼の精神内に取り込まれるも逆にウルの精神を乗っ取ろうとする。そして一瞬にして上海を焦土に変える「上海大震災」を引き起こした。
天凱凰の制御が出来なかったウルは心を閉ざし暴走状態となってしまうが、ウルの心の中にいる日向によってフュージョンという形で封印される。後にウルが日向を乗り越えることで制御に成功する。本来は赤色の混じった女性のような姿で、頭に四枚の羽が生えている。しかしその力を制御したウルが変身すると、白く全裸のウルが黒い翼を生やした姿となる。
所謂隠しボスであるが、闘うのは天凱凰とフュージョンをした日向の方となる。またこの闘いはウルと日向との一騎討ちとなり、すべての隠しボスを倒すなどしなければ戦えない。続編『シャドウハーツII』においても隠しボスとして登場する。
アートマン
四仮面達の守護者であり、「死神」を統括する存在。グレイヴヤードの魔界扉の奥に居を構える。グロテスクな造形の巨大な仮面で、契約に基づき、魂を刈り取る儀式の執行者として現れる。アリスが四仮面と交わした契約に基づき、最終決戦前夜にてその魂を貰い受けるべく彼女を呼び出す。
通常のままではアリス一人で戦い必ず敗北するバッドエンドルートに入るが、条件次第ではウルの掟破りの行為によって乱入し、勝利することが可能でありグッドエンドの条件となっている。倒されると強引に契約を無効化され、グレイブヤードに出現したアリスの墓標に自身が葬られる羽目になる。
超神（ちょうじん）
本作のラストボス。アルバートが「ルルイエ異本」の儀式によって宇宙から招来させた外界の神。「外なる神」とも。
羽の生えた骸骨と双頭の首、胸部からはハエの頭が覗くというおぞましい姿をしている。神とは人間から見た呼称に過ぎず、その正体は480万光年の彼方「M72星雲」に生息する単なる「宇宙生物」であり、地球にある「ウキ（ネアメートもしくはネアム）」と呼ばれる古の建造物によって地球に引き寄せられたに過ぎないという。古代エピ語で「ネアム」とは「ウキ」を指すもの。
ロジャーによれば、この生物からすると人間は「蟻」に過ぎず、地球に降臨すればありとあらゆる生物を殺戮する危険性を持つどころか、地球そのものが破壊されかねない、文字通り「神」に等しい圧倒的な力の持ち主だという。アルバートはこの外界の神を利用することで地球の浄化を目論んでいた。アルバートが倒れると成層圏に降臨するがウルには「クソ神」と呼ばれ、死闘の末に彼らが持つそれぞれの強さの前に討ち滅ぼされた。続編『II』では、アルバートが超神を呼び寄せたもう一つの理由が語られている。
設定通り、隠しボスも凌駕する強さを持つ本作最強の敵。

## 登場する地名
亜細亜編
- 奉天
- 大連
- 上海
- 寺院廃墟（武漢）
- 九龍城砦（九龍）

欧州編
- プラハ
- ビストリッツ
- 蒼き城（トランシルヴァニア）
- ルアン
- ロンドン
- ウェールズ

## フュージョンモンスター
ウルの精神世界「グレイヴヤード」に存在する各属性のモンスターの魂。属性ごとのソウルエナジーを溜め、出現したモンスターを倒すことによってその魂が得られる。属性ごとにさまざまな特徴がある。一部のフュージョンモンスターを手に入れるにはソウルエナジーをLv.MAXにするだけではなく、対応する碑石を手に入れる必要がある。
地属性
大地の力を持ったフュージョンモンスター。「猛虎」「マッドブル」「ロボ」の三種類。猛虎は虎、マッドブルは牛、ロボは狼が直立しているような姿をしている。物理防御力が高く、さらに物理防御力を高める特技やHP（体力）を回復する特技を持っている。
水属性
水の力を持ったフュージョンモンスター。「龍人」「ドラグナー」「エギル」の三種類。龍のような姿をしている。回避率が高く、さらに回避率を高める特技やHPを回復する特技を持っている。
火属性
火の力を持ったフュージョンモンスター。「炎武」「イフリート」「フォロン」の三種類。赤熱した肌を持つ鬼のような姿をしている。物理攻撃力が高く、さらに物理攻撃力を高める特技や状態異常回復の特技を持っている。
風属性
風の力を持ったフュージョンモンスター。「烈風奇」「イカロス」「セラヴィー」の三種類。翼を持った鳥と人が混ざったような姿をしている。敏捷性が高く、さらに敏捷性を高める特技や状態異常回復の特技を持っている。
光属性
光の力を持ったフュージョンモンスター。「天邪鬼」「バルド」「サンダルフォン」の三種類。翼の生えた天使のような姿をしている。特殊防御力が高く、さらに特殊防御力を高める特技や全体回復、気絶回復の特技を持っている。
闇属性
闇の力を持ったフュージョンモンスター。「冥刹皇」「カロン」「ツェルノボーグ」の三種類。翼を持った魔人の姿をしている。特殊攻撃力が高く、さらに特殊攻撃力を高める特技や、MP（魔力）を吸収する特技や、即死効果を持つ特技を持っている。
無属性
他の属性に当てはまらない、特殊なフュージョンモンスター。「アモン」「天凱凰」の二種類。ストーリーが進む中でイベントにて接触し、フュージョンモンスターとして変身することができるようになる。

## 三冊の経典
ひとたびその力を行使すれば、この世の黄金率までもをゆがめてしまうほどの強大な力を秘めた禁断の魔術書。それに記された魔術を使うには、膨大な魔術の知識や代償が必要だが、古来よりその力を欲した者達により、血の惨劇が繰り返されてきた。そのあまりの危険性ゆえにエミグレ文書、ルルイエ異本、バルスの断章の三冊は長い間ヴァチカンで法王の監視のもと厳重に封印されてきたが、アルバートの手により盗み出された。この他にも無名祭儀書という四冊目の経典も登場するが、この本だけは物語と直接関係していない。
エミグレ写本（エミグレ文書）
死を克服し、無から新たなる生命を生み出す秘術について書かれている。数百年前にロジャーが5年掛けて書き写した写本で、原典は経年劣化のため破棄されている。前作の事件の引き金になった書物であり、本作ではアルバートからジャックに渡され、死んだ母親を復活させるために使用された。『クーデルカ』の登場人物であるパトリックにエミグレ写本を売ったのもアルバートであることが作中で示唆されている。ロジャー同様『クーデルカ』から『シャドウハーツ・フロム・ザ・ニューワールド』まで登場する物語の鍵を握る文書でもあるが、本作においては他二冊ほどは本筋に関わらない。ジャックの死後もその場に残されており、孤児院の子供に拾われているのをウルが回収する。
モデルとなっているのは、ロジャー・ベーコン著と伝えられる奇書であるヴォイニッチ手稿（ヴォイニッチ写本）。
ルルイエ異本
ネアムと呼ばれる「ウキ」を浮上させ、宇宙から外なる超神を召喚する秘術について書かれている。作中ではアルバートが所有しており、その儀式を実行した。ネアメート浮上後は地下遺跡に放置されており、再度訪れれば回収可能。モデルは、クトゥルフ神話作品に登場する同名の架空の書籍ルルイエ異本。
バルスの断章
星の地脈を操り、星の守護者と呼ばれる古神を目覚めさせる秘術について書かれている。ゲーム中ではロジャーが所持しており、ウルが持っていた「ある本」と交換することになる。徳壊の「裏鬼門御霊会」はこの経典を参考に実践したことがアルバートの口から語られている。

### 経典の儀式
鬼門御霊会（きもんごりょうえ）
本編の15年前に徳壊が行おうとした儀式。地霊神を召喚し、地脈を揺るがすことで列強国日本を沈没させるというもの。実際には世界を消滅させるだけの驚異的な魔術で、徳壊は禁忌であるこの儀式を実現させたい願望に取り付かれて破門された。その術による地脈の乱れにより大地震と天変地異が引き起こされたものの、日向の命と引き換えにその成功は阻止された。しかし15年後、徳壊は傀骸塔（くがいとう）の霊機（れいき）とアリスの霊力を使い、「鬼門御霊会」を凌駕する奥義「裏鬼門御霊会（うらきもんごりょうえ）」を実践するも、あと一歩の所でウルに倒された。しかし、アルバートの後押しによって「裏鬼門御霊会」は完成し、古神「天凱凰」により「上海大震災」が引き起こされた。
エミグレの秘術
死者の血肉を魂の大釜という巨大な釜の中に入れ、新たな肉体を形成し、死者を生き返らせるというもの。ただし、復活する人間の肉体そのものは作り出すことが容易だが、肉体を完全に復元し、かつ魂を定着させることは誰も成し遂げていない。大抵は失敗して変質し、肉の器と化した身体が怪物と化してしまう。『クーデルカ』のパトリックに続き、本作でもジャックが母親を生き返らせようと多くの命と血肉を捧げたが、後一歩のところで失敗し、ただの怪物を生み出してしまった。『フロム・ザ・ニューワールド』では儀式が失敗し続けた理由が語られている。
神降ろしの儀式
作中では徳壊の「裏鬼門御霊会」も“神降ろし”と呼ばれているが、ここではアルバートが実践した、ルルイエ異本に記された予言を実行に移す儀式を説明する。
ネアム（古代エピ語でウキ）と呼ばれる、超古代に地球へ訪れた生命が残した遺産を台座に、宇宙の彼方から「超神」を呼び寄せるもの。当初アルバートはアリスを狙っていたが、のちにクーデルカの霊力をこの儀式の実行のために利用しようと目論む。最終的にはウル達との戦いのエネルギーを利用して実行した。
ロジャーの話によれば、ネアムは地球上に百個程度は存在し、多くは遺跡として眠っているが、バベルの塔など過去にそれを蘇らせようとした人間もいたのだという。どれも星の「ツボ」に位置すると言われており、シャドウハーツの世界ではイースター島やナスカ、アトランティスやムー大陸もその「ツボ」の一つであると語られている。

## エンディング
バッドエンド
ネアメート突入の直前、ウルを救うべくアリスが四仮面と交わした契約が果たされていた。グレイブヤードに再び呼び出されたアリスは執行者アートマンに魂を捧げられてしまっており、最終決戦でも衰弱に耐えながら戦っていたのだった。そしてその時は訪れ、列車の客席でウルは眠りから覚めるが、隣にいるアリスは永遠に目覚めなかった。命と引き換えに闇から解き放ってくれたアリスの為に、ウルは孤独な戦いの旅を続けるのだった。
次回作『II』はこのエンディングの続きとなっている。
グッドエンド
アリスの魂がアートマンに捧げられる寸前、四仮面を叩きのめしたウルが殴り込んでくる。ウルはアートマンを倒し、呪いも契約も全てねじ伏せてアリスを救い出した。戦いの後、列車の客席でウルと共にアリスも目を覚ます。たとえこの先、どれほど厳しい冬の時代が待ち受けるとしても、二人は生きていくのだった。新しい家族として。

## スタッフ
以下は通常版スタッフロールより。
- 監督・脚本：板倉松三
- キャラクターデザイン：加藤美也子
- プログラムディレクター：濱本泉
- ムービーデザイン：永野裕司、山元慶啓、川田敏晶
- ムービーエディット：斉藤由果
- バックグラウンドデザイン：大澤隆将、久保谷歩、小島直樹、高田幸資、松原しおり、三ヶ本和奈、時澤誠二
- フィールドプログラム：黒岩義広
- イベントプラン：助國勇貴、新保乃梨子、原田明、坂東徹、坂本優子
- スクリプトマネージャー：宇野勝義
- イベントプログラム：杉本尚志
- バトルプラン：石田健博、村上慎吾
- バトルステージデザイン：和田理枝、寺田俊幸
- バトルプログラム：柳田信之
- モンスターデザイン：永吉誠、三枝穣、伊藤寛子
- 3Dキャラクターデザイン：小川佳宏
- モデルプログラム：石川隆明
- モーションデザインチーフ：豊田剛
- モーションデザイン：田中文代、竹内功
- アイテムイラストレーター：吉田光範
- インターフェイスプログラム：本間政広
- 音楽：弘田佳孝、光田康典
- サウンドエフェクト：黒田淳也、田村正勝、冨樫由起子
- サウンドマニピュレーター：岩田匡治、福田亮、渡辺人
- サウンドプログラム：鈴木秀典、小林寛和
- エフェクトグラフィック：佐々木那蒼、高村英秀
- エフェクトプログラム：井上吏紀、長谷川豪、藤井武夫
- プロデューサー：三原順

## 主題歌
「SHADOW HEARTS」
作曲：弘田佳孝、作詞：James H. Woan、歌：笠原弘子

## 評価
2001年末までに約10万本を売り上げ、その年のアジア地域でのベストセラーゲームトップ100にランクインした。
ジャッジメントリングを始めとする戦闘システムについて、IGNは失敗時の煩わしさへ難色を示しているが、ターン制コマンドバトルに緊張感を与えるものとして概ね賞賛された。
ストーリーは全体的に高く評価され、音楽も賞賛された。その一方、グラフィックに関しては『ファイナルファンタジーX』など同時期の有名作品と比較して物足りないという批評が多かった。

## 関連商品
- シャドウハーツ 公式ガイドブック ISBN 978-4757705265
- SHADOW HEARTS Original Soundtracks plus1 （オリジナルサウンドトラック）